# 1626年臺灣
本條目介紹臺灣於1626年所發生的歷史事件，以及該年重要台灣人物的生卒日期。這年是荷蘭東印度公司於臺南開啟荷蘭統治時期的第三年，新西班牙菲律賓都督府於基隆開啟西班牙北台灣統治時期的第一年。

## 政府

臺灣長官：傑拉德·弗雷德里克茲·德·韋特
雞籠淡水長官：伐爾得斯

## 事件
- 1626年（明天啟7年），西班牙進行福爾摩沙遠征，新西班牙菲律賓都督府於1626年5月16日佔領北台灣雞籠，並在雞籠社寮島（今基隆市和平島）建立聖薩爾瓦多城，此建築十多年後才完工[1][2]。

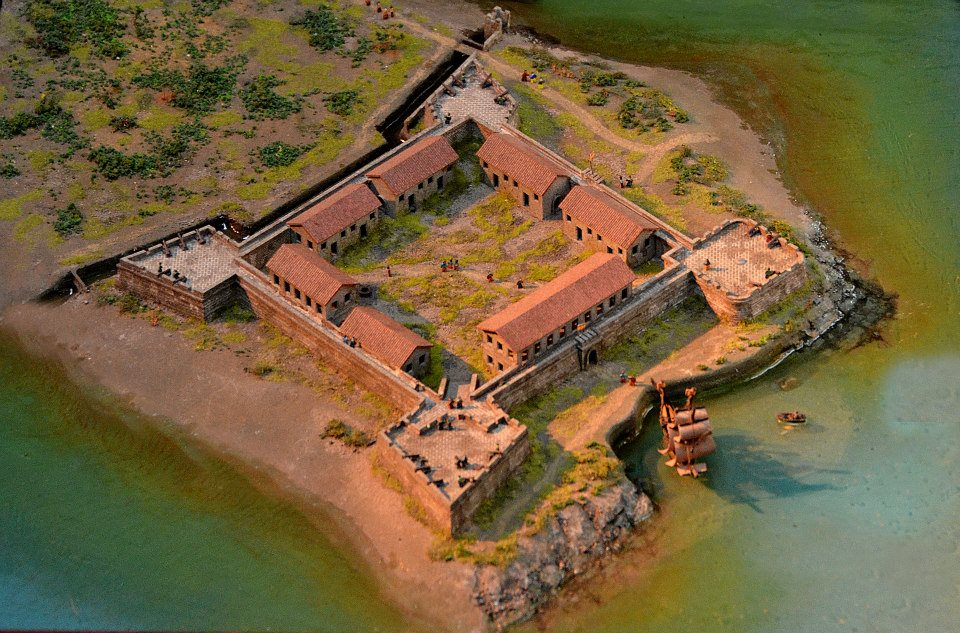
聖薩爾瓦多城模型